# جون تيت (ملاكم)
جون تيت (بالإنجليزية: John Tate)‏ مواليد 29 يناير 1955 في ماريون - الوفاة 9 أبريل 1998 في نوكسفيل، كان ملاكم أمريكي سابق صنّف ضمن فئة الوزن الثقيل. حقق بطولة رابطة الملاكمة العالمية. سبق أن شارك في دورة الألعاب الأولمبية الصيفية.

## إحصائيات
خاض خلال مسيرته 37 نزالا، فاز في 34 وخسر في 3. فاز بالضربة القاضية في 23 نزالا.

## الميداليات
| الميدالية | المسابقة                       |
| --------- | ------------------------------ |
| برونزية   | الألعاب الأولمبية الصيفية 1976 |

## روابط خارجية
- جون تيت على موقع بوكس ريك (الإنجليزية) (registration required)
- جون تيت على موقع أوليمبيديا (الإنجليزية)